# یوسف السباعی
یوسف السباعی (انگلیسی: Yusuf Sibai; ۱۷ ژوئن ۱۹۱۷ – ۱۸ فوریهٔ ۱۹۷۸) نویسنده، سیاستمدار، و روزنامه‌نگار اهل مصر بود. عمده شهرت وی بخاطر داستان‌نویسی و نمایش‌نامه‌نویسی‌هایش است.